# Величков, Константин
Константин Величков Петков (болг. Константин Величков Петков; 1855, Татар Пазарджик, Османская империя — 3 ноября 1907, Гренобль, Франция) — болгарский писатель

, поэт, драматург, эссеист, литературный критик, историк, переводчик, художник, политик, дипломат и общественный деятель. Действительный член Болгарской Академии наук (с 1884).

## Биография
Учился в Царьградском султанском лицее (Константинополь), затем изучал право во Франции, брал уроки живописи в Италии. Вернувшись на родину, преподавал болгарский и французский языки, историю и географию.
Активный политик и участник национально-освободительной борьбы против турецкого ига. Был членом революционного комитета и участником подготовки Апрельского восстания в Болгарии в 1876 году. После ареста, приговорён к смертной казни, но по требованию созданной европейскими странами комиссии, расследовавшей беззакония и жестокость турецких властей при подавлении восстания в апреле 1876 г., выпущен на свободу.
Участник русско-турецкой войны 1877—1878 годов. Был переводчиком при русской армии. После окончания войны — председатель окружного административного суда в Татар Пазарджике (1879—1880). В 1884—1885 годах — руководитель народного просвещения. С 1884 года — действительный член Болгарского литературного общества (ныне Академия наук Болгарии).
Избирался председателем Народной партии, депутатом Народного собрания, занимал министерские посты, в том числе, министра народного просвещения (1894—1897) и министра торговли и земледелия (1897—1898) в правительствах К. Стоилова. В 1902—1904 — дипломатический посланник в Белграде.
Умер во Франции, похоронен в Софии.

## Творчество
Литературным творчеством занимался с юности. В 17 лет перевёл драмы Гюго «Лукреция Борджа» (совместно с Г. Николовым) и Пушкина «Русалка». В 1872 была поставлена его первая пьеса «Невянка и Светослав», в 1874 состоялся поэтический дебют.

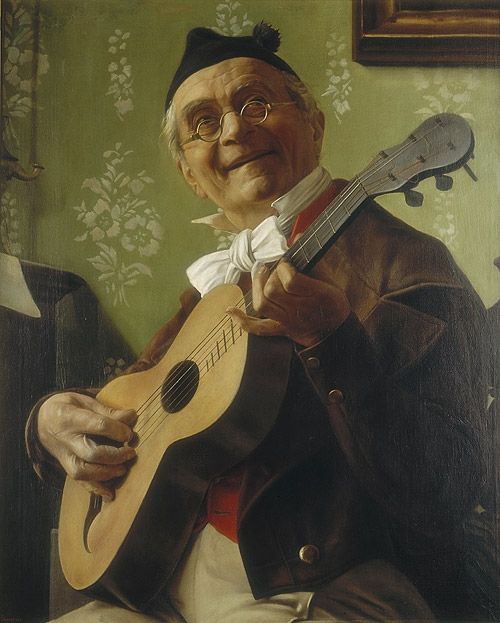
К. Величков. «Флорентиец»

Дальнейшее творчество Величкова разнообразно: поэзия, проза, драматургия, эссеистика, литературная критика, работы по всеобщей истории, переводы. Он был инициатором и, совместно с И. Вазовым, составителем двухтомной «Болгарской хрестоматии» (1884), которая включала произведения европейских авторов, впервые публиковавшиеся на болгарском языке, причём большая часть переводов принадлежала Величкову. В творческом союзе с И. Вазовым им был основан журнал «Зора» (1885) — первое в Болгарии сугубо литературное издание.
Среди поэтических достижений автора — цикл «Царьградские сонеты» (1899), посвященные отчизне и любви. Первые ностальгичны и отличаются глубиной переживаний, вторые — возвышенностью человеческих чувств. Среди заслуг Величкова — организация школьных библиотек и читален, учреждение Высшего учебного совета при Министерстве народного просвещения и журнала «Ученическая беседа», открытие Государственного художественного училища в Софии, а также издание закона об обязательном экземпляре печатных изданий для Софийской и Пловдивской библиотек.
Константин Величков был учредителем и почетным председателем Общества в поддержку искусства.
Величков переводил произведения Софокла, Горация, Петрарки, Т. Тассо,  Дж. Кардуччи, Шекспира, Мольера, Гейне, А. С. Пушкина, Н. А. Некрасова, Н. М. Языкова и др.
Известный литературный критик. Автор рецензий на произведения И. Вазова, Пейо Яворова, Антона Страшимирова, Елин Пелина, Цанко Церковского и др.
Его собственные живописные работы хранятся в Софийской национальной художественной галерее и музеях других городов.

## Память
- Именем Константина Величкова назван бульвар в Софии и улицы в ряде городов Болгарии.
- Станция метро Софийского метрополитена.
- Театр и гимназия в г. Пазарджик.
- Почётный гражданин родного города Пазарджик.